# Naturschutzgebiet Nordhelle

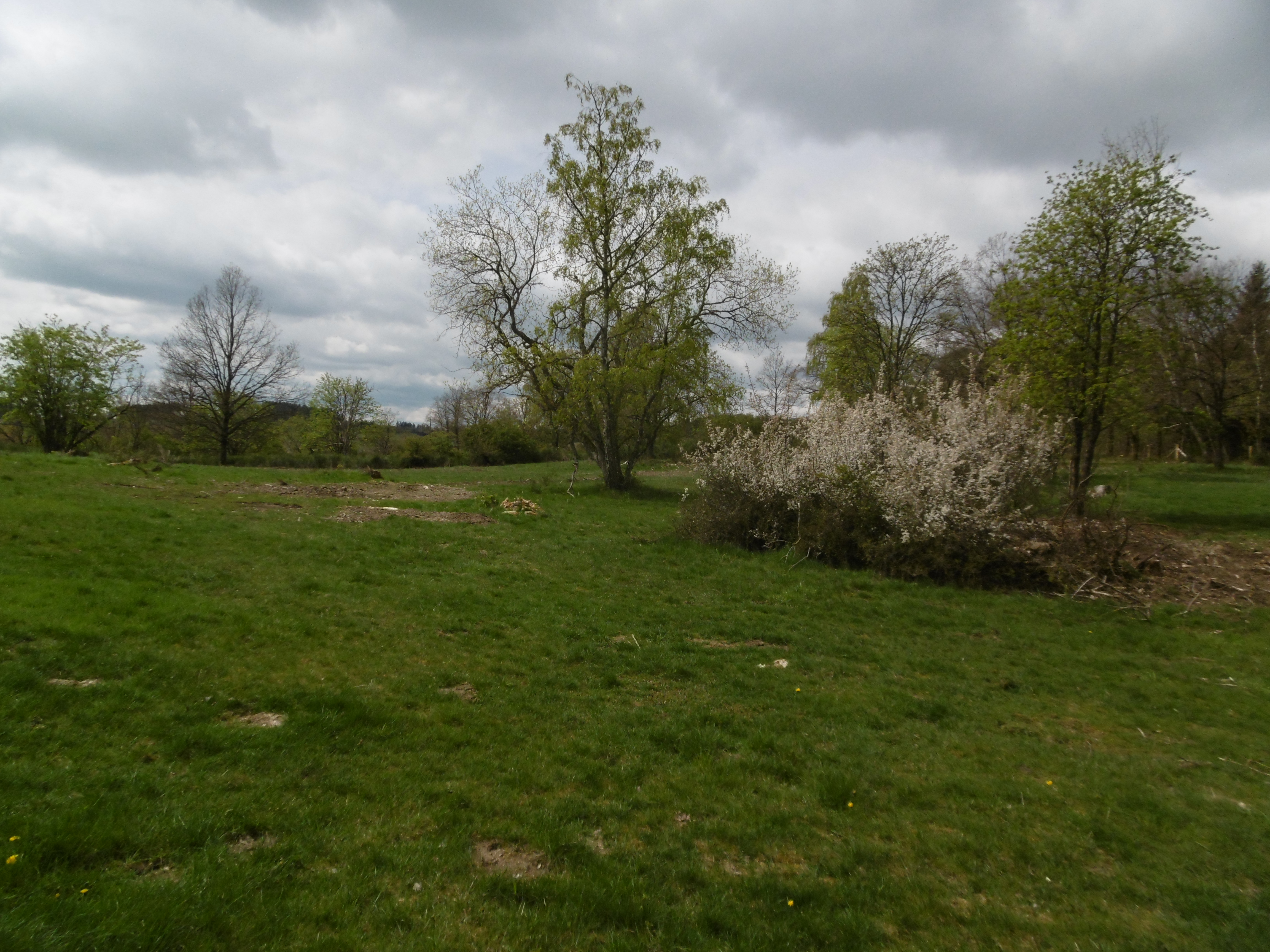
Naturschutzgebiet Nordhelle

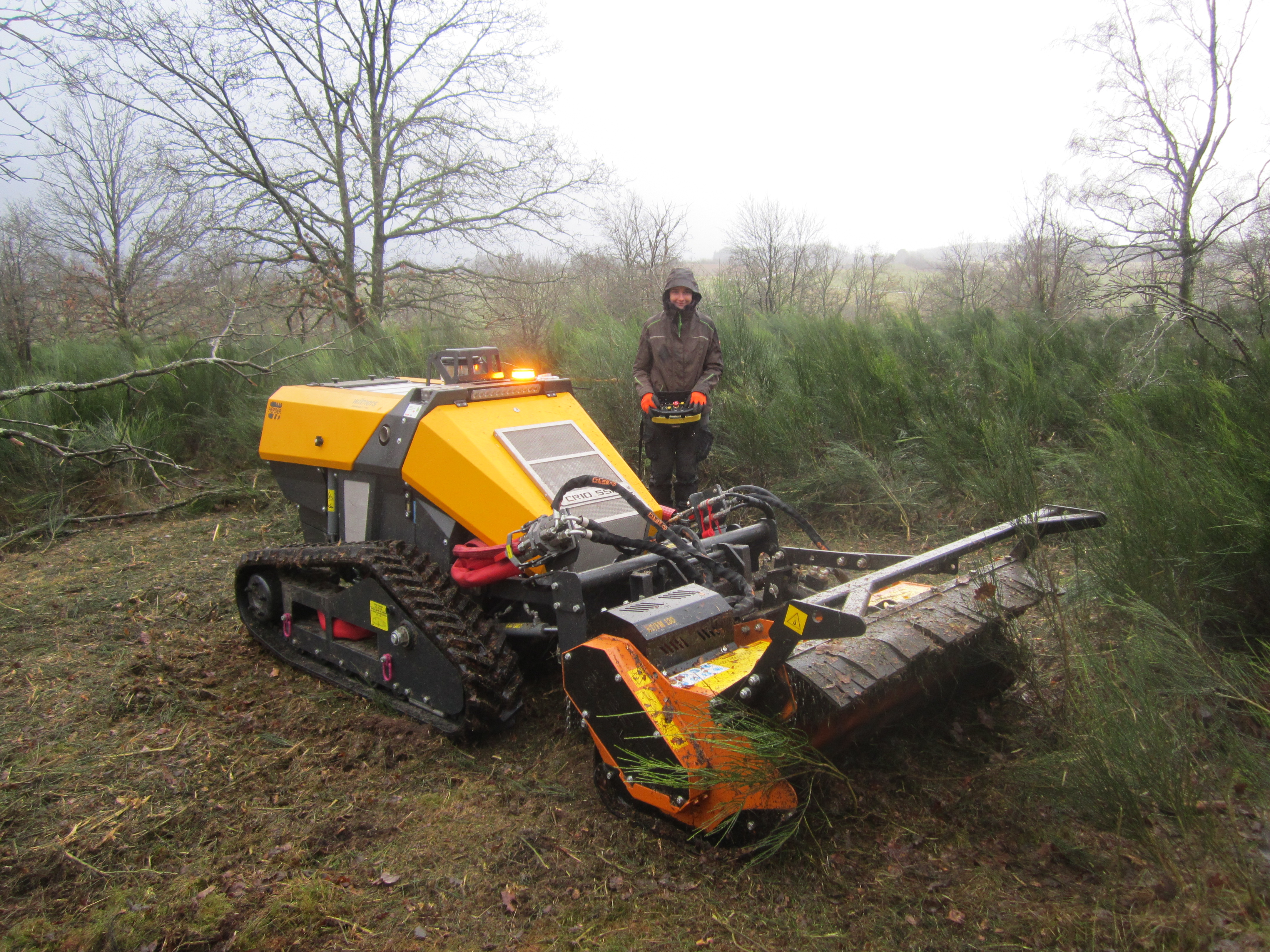
Herder Mulchraupe im NSG

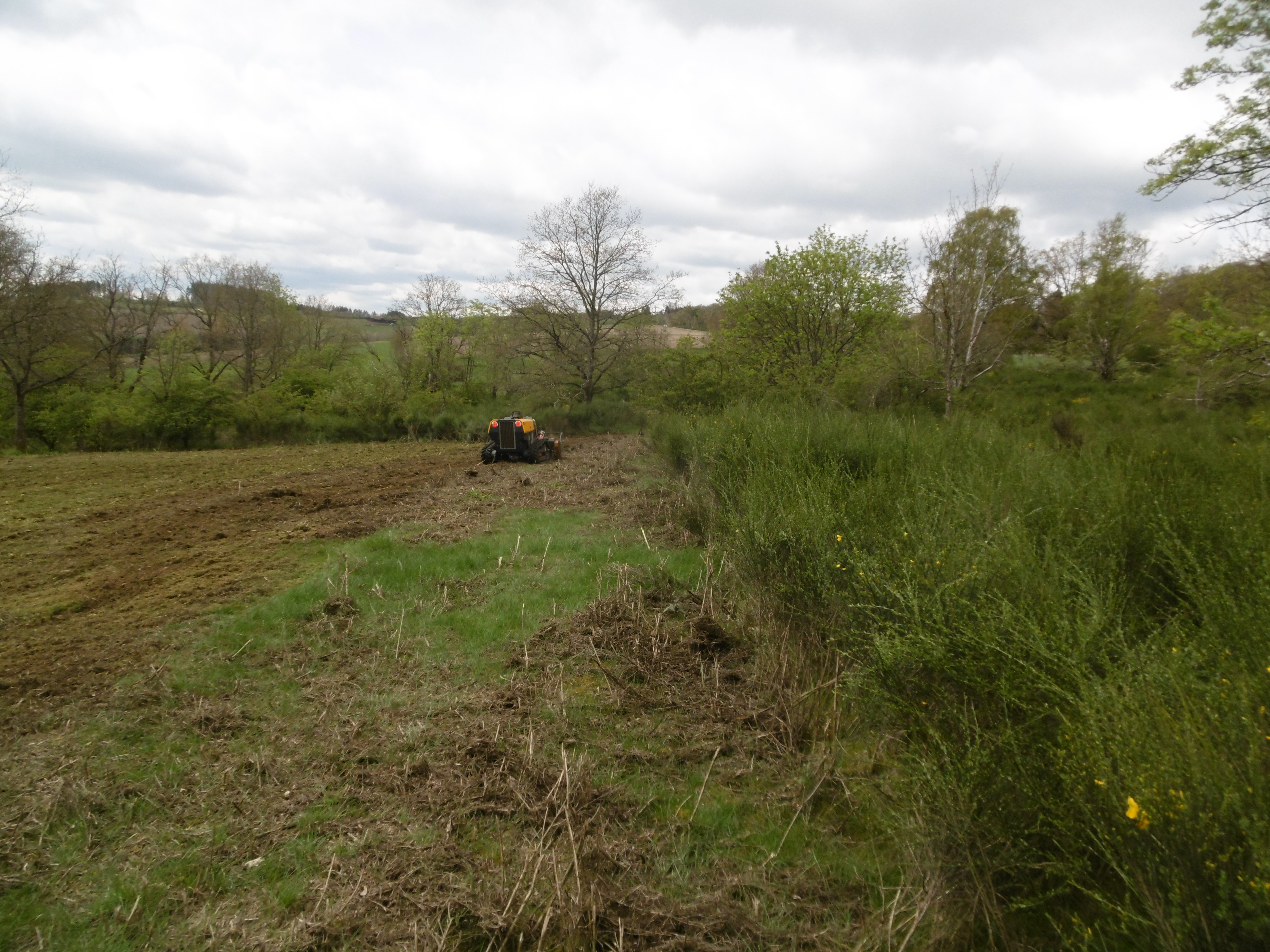
Einsatz Herder Mulchraupe im NSG

Das Naturschutzgebiet Nordhelle mit einer Größe von 3,26 ha liegt südwestlich von Dreislar im Stadtgebiet von Medebach. Es wurde 2003 mit dem Landschaftsplan Medebach durch den Hochsauerlandkreis als Naturschutzgebiet (NSG) ausgewiesen. Das NSG ist Teil des Europäischen Vogelschutzgebiets Medebacher Bucht. Im Norden des NSG grenzt der bewaldete  Bergrücken der Nordhelle an und im Süden liegt ein offenes Wiesen-Weidegelände.

## Gebietsbeschreibung
Im NSG handelt es sich um südlich exponierte Teile des Bergrückens Nordhelle mit einer parkartigen Restheide. Das NSG ist strukturell dreigeteilt. Der östliche Teil lässt sich als Besenginsterheide ansprechen. Der locker bis mäßig dicht mit bis etwa 1 m hohem Besenginster verbuschte Bereich wird extensiv beweidet, die Krautschicht entspricht der einer Magerweide. Der Mittelteil des NSG ist eine parkartige Hudelandschaft mit 6 bis 10 m hohen, teils mehrstämmigen Stieleichen, Ebereschen, Espen und einigen Fichten sowie schwacher bis mäßig dichter Verbuschung aus Dornsträuchern und Besenginster. Rotschwingel, Straußgras und Kleiner Sauerampfer prägen die Grasnarbe. Der westliche Teil wird von einer mit wenigen Rosensträuchern durchsetzten Fettweide eingenommen. 
Zum Wert des Schutzgebietes dokumentiert das Biotopkataster vom Landesamt für Natur, Umwelt und Verbraucherschutz Nordrhein-Westfalen: „Nach der Vogelkartierung in der Medebacher Bucht 1999/2000 weist das NSG eine bemerkenswert hohe Neuntöterdichte auf. Mit seinen extensiv genutzten, strukturreichen Magerweiden und Besenginsterheiden ist das Gebiet ein sehr wertvoller Lebensraum u. a. für Leitarten im Vogelschutzgebiet "Medebacher Bucht. Das Naturschutzgebiet ist ein regional bedeutsamer Bestandteil eines Biotopverbundsystems strukturreicher Grünlandbiotope in der Medebacher Bucht.“

## Pflanzenarten im NSG
Im NSG kommen gefährdete Pflanzenarten vor. Auswahl vom Landesamt für Natur, Umwelt und Verbraucherschutz Nordrhein-Westfalen dokumentierter Pflanzenarten im Gebiet: Echtes Johanniskraut, Gänseblümchen, Gewöhnliches Ferkelkraut, Gras-Sternmiere, Harzer Labkraut, Herbst-Löwenzahn, Kleine Bibernelle, Kleiner Sauerampfer, Kleines Habichtskraut, Rundblättrige Glockenblume, Salbei-Gamander und Spitzlappiger Frauenmantel.

## Schutzzweck
Das NSG soll das Grünland mit seinem Arteninventar schützen. Wie bei allen Naturschutzgebieten in Deutschland wurde in der Schutzausweisung darauf hingewiesen, dass das Gebiet „wegen der Seltenheit, besonderen Eigenart und Schönheit des Gebietes“ zum Naturschutzgebiet erklärt wurde.